# Casa del Marquès de Julià
La Casa del Marquès de Julià és un edifici situat al carrer de Mallorca, 264 i el passatge dels Camps Elisis, 10 de Barcelona.

## Història
El 1904, l'arquitecte Enric Sagnier va projectar dues cases bessones al carrer de Pau Claris, 153-155 per a Rosa Vilar i Juera, filla de la guixolenca Domínica Juera i Patxot i del calongí Josep Vilar i Puig, indians enriquits a Cuba, i esposa de l'enginyer industrial Camil Julià i Vilasendra (1844-1910), primer marquès de Julià.
El 1909, Sagnier va projectar un altre edifici al carrer de Mallorca per al seu fill Camil Julià i Vilar (1879-1936), segon marquès de Julià. El 1911, el mestre d'obres Josep Maseras i Vidal hi va afegir un coronament amb dues torratxes als extrems de la façana principal, perdut per una remunta moderna. Aquell mateix any, l'edifici va obtenir la primera menció del concurs anual de l'Ajuntament de Barcelona.